# Hapoel Beër Sjeva
Hapoel Beër Sjeva (Hebreeuws: מועדון הכדורגל הפועל באר שבע, Moadon HaKaduregel Hapoel Be'er Sheva) (ook wel Hapoel Beer Sheva) is een Israëlische voetbalclub uit Beër Sjeva.
De club werd in 1949 opgericht, één jaar na de onafhankelijkheid van Israël. In 1965 promoveerde de club voor het eerst naar de hoogste klasse. In de eerste jaren was de club geen hoogvlieger en in 1970 degradeerde de club, alhoewel er 10 wedstrijden van de 30 gewonnen werden. Na één seizoen promoveerde de club terug en zo brak een gouden periode aan voor de club. In 1975 en 1976 werd de landstitel binnen gehaald. Omdat Israël enkele jaren eerder uit de Aziatische voetbalbond was gezet en pas in 1994 bij de UEFA ging, speelde Hapoel hierop geen internationale wedstrijden.
In het seizoen na de 2de titel eindigde de club net boven de degradatieplaats en werd weer een gewone middenmoter. Het duurde tot 1983 vooraleer de club nog eens in de top 3 eindigde. Midden jaren 1990 eindigde de club opnieuw in de top 3 wat recht gaf op UEFA-cup deelname. In 1997 werd de beker binnen gehaald wat het volgende seizoen opnieuw recht gaf op Europees voetbal, dat seizoen werd echter ook met een degradatie afgesloten.
Promotie naar de hoogste klasse werd in 2001 opnieuw afgedwongen. Hapoel kon enkele seizoenen standhouden, maar na het seizoen 2004/05 degradeerde de club opnieuw en speelde zo in dezelfde reeks als Maccabi Beër Sjeva, de tweede en veel kleinere club van de stad. Door een competitie-uitbreiding kon de club in 2009 terug promoveren naar de hoogste klasse.
Op 15 september 2016 schreef de club geschiedenis door in het San Siro stadion in Milaan het Inter Milan van trainer Frank de Boer met 0-2 te verslaan. In de knock-outfase bleek uiteindelijk het Turkse Beşiktaş over 2 wedstrijden te sterk.

## Erelijst
- Landskampioen

1975, 1976, 2016, 2017, 2018
- Tweede Divisie

1965, 1971, 2001
- Beker van Israël

1997, 2020, 2022, 2025
- Israëlische Super Cup

1975, 2016, 2017, 2022
- Israëlische Super Cup (Tweede Divisie)

1971
- Israëlische League Cup (Toto Cup)

1989, 1996, 2017
- Israëlische League Cup (Tweede Divisie)

2009
- Lilian Cup

1988

## Eindklasseringen vanaf 2000
| Seizoen | Competitie  | Niveau | Eindstand | Beker        | Opmerking                                                                                   |
| ------- | ----------- | ------ | --------- | ------------ | ------------------------------------------------------------------------------------------- |
| 1999/00 | Liga Leumit | II     | 7         | kwartfinale  |                                                                                             |
| 2000/01 | Liga Leumit | II     | 1         | kwartfinale  |                                                                                             |
| 2001/02 | Ligat Ha'Al | I      | 5         | 8e ronde     |                                                                                             |
| 2002/03 | Ligat Ha'Al | I      | 5         | Finale       | < Hapoel Ramat Gan: 1-1 nv (4-5 ns)                                                         |
| 2003/04 | Ligat Ha'Al | I      | 4         | 8e finale    | Liga-topscorer:ex aequo Ofir Haim (16)                                                      |
| 2004/05 | Ligat Ha'Al | I      | 12        | 9e ronde     |                                                                                             |
| 2005/06 | Liga Leumit | II     | 4         | 8e finale    |                                                                                             |
| 2006/07 | Liga Leumit | II     | 4         | 9e ronde     |                                                                                             |
| 2007/08 | Liga Leumit | II     | 4         | 8e finale    |                                                                                             |
| 2008/09 | Liga Leumit | II     | 3         | 9e ronde     | Liga-topscorer: Ohad Kadousi (18)                                                           |
| 2009/10 | Ligat Ha'Al | I      | 9         | 8e finale    |                                                                                             |
| 2010/11 | Ligat Ha'Al | I      | 9         | 8e finale    |                                                                                             |
| 2011/12 | Ligat Ha'Al | I      | 13        | 8e ronde     |                                                                                             |
| 2012/13 | Ligat Ha'Al | I      | 8         | 8e ronde     | finalist Toto-cup > Hapoel Haifa: 0-1                                                       |
| 2013/14 | Ligat Ha'Al | I      | 2         | halve finale |                                                                                             |
| 2014/15 | Ligat Ha'Al | I      | 3         | Finale       | < Maccabi Tel Aviv FC: 2-6                                                                  |
| 2015/16 | Ligat Ha'Al | I      |           | halve finale |                                                                                             |
| 2016/17 | Ligat Ha'Al | I      |           | 8e finale    | Winnaar Supercup > Maccabi Haifa: 4-2; winnaar Toto-cup > Hapoel Ironi Kiryat Shmona: 4-1   |
| 2017/18 | Ligat Ha'Al | I      |           | kwartfinale  | Winnaar Supercup > Bnei Jehoeda Tel Aviv: 4-2; finalist Toto-cup > Maccabi Tel Aviv FC: 0-1 |
| 2018/19 | Ligat Ha'Al | I      | 3         | 8e finale    | verliezer Supercup > Hapoel Haifa: 1-1 nv (4-5 ns); Liga-topscorer: Ben Sahar (15)          |
| 2019/20 | Ligat Ha'Al | I      | 4         | Winnaar      | < Maccabi Petach Tikva: 2-0                                                                 |
| 2020/21 | Ligat Ha'Al | I      | 4         | 8e ronde     | verliezer Supercup > Maccabi Tel Aviv FC: 0-2                                               |
| 2021/22 | Ligat Ha'Al | I      | 2         | Winnaar      | < Maccabi Haifa: 2-2 (3-1 ns)                                                               |
| 2022/23 | Ligat Ha'Al | I      | 2         | 8e ronde     | winnaar Supercup > Maccabi Haifa: 1-1 (4-3 ns)                                              |
| 2023/24 | Ligat Ha'Al | I      | 3         | Finale       | < Maccabi Petach Tikwa: 0-1                                                                 |
| 2024/25 | Ligat Ha'Al | I      | 2         | Winnaar      | < Beitar Jeruzalem: 2-0                                                                     |
| 2025/26 | Ligat Ha'Al | I      | .         |              |                                                                                             |

## In Europa
Hapoel Beër Sjeva speelt sinds 1994 in diverse Europese competities. Hieronder staan de competities en in welke seizoenen de club deelnam:
- Champions League (3x)

2016/17, 2017/18, 2018/19
- Europa League (8x)

2014/15, 2015/16, 2016/17, 2017/18, 2018/19, 2019/20, 2020/21, 2024/25
- Conference League (4x)

2022/23, 2023/24, 2024/25, 2025/26
- Europacup II (1x)

1997/98
- UEFA Cup (2x)

1994/95, 1995/96

## Bekende spelers
- Elton Acolatse
- Shlomi Arbeitman
- Elyaniv Barda
- Yossi Benayoun
- Nigel Hasselbaink
- Ovidiu Hoban
- David Hubert
- Chaswe Nsofwa
- Glynor Plet
- Ernestas Šetkus

MS Asjdod · 
Beitar Jeruzalem ·
Hapoel Beër Sjeva · 
Ihoud Bnei Sachnin ·
Hapoel Haifa · 
Hapoel Ironi Kiryat Shmona · 
Hapoel Jeruzalem FC ·
Hapoel Petach Tikwa ·
Hapoel Tel Aviv ·
Ironi Tiberias ·
Maccabi Bnei Reineh FC ·
Maccabi Haifa ·
Maccabi Netanja ·
Maccabi Tel Aviv FC